# La Queue-en-Brie
La Queue-en-Brie é uma comuna francesa na região administrativa da Ilha-de-França, no
departamento de Val-de-Marne. Estende-se por uma área de 9,16 km², com  11 504 habitantes, segundo os censos de 2009, com uma densidade de 1 256 hab/km².

## Geografia

### Localização
Localizado a 18 km a leste de Paris, La Queue-en-Brie é uma cidade do Val-de-Marne.
La Queue-en-Brie está situado perto da Seine-et-Marne, com a cidade de Pontault-Combault e do Val-de-Marne com a cidade de Chennevières-sur-Marne, Noiseau, Ormesson-sur-Marne, Le Plessis-Trévise e Santeny.

### Transporte Públicos
As linhas de bus que passa na cidade :
- A linha RATP 207 que liga Noisy-le-Grand, Villiers-sur-Marne, Le Plessis-Trévise e La Queue-en-Brie.
- A linha CEAT 10.03 que liga Saint-Maur-des-Fossés, Champigny-sur-Marne, La Queue-en-Brie e Pontault-Combault.
- A linha CEAT 201.014 que liga Sucy-en-Brie e La Queue-en-Brie.

### Enquadramento Geográfico
A cidade de La Queue-en-Brie situa-se na zona leste do Val-de-Marne com uma densidade de 1 255 hab/km².
- a norte : Chennevières-sur-Marne, Le Plessis-Trévise
- a oeste : Ormesson-sur-Marne, Noiseau, Sucy-en-Brie
- a sul : Santeny
- a este : Pontault-Combault (pertencentes ao departamento de Seine-et-Marne)

## Datas importantes
As diferentes fases da história da cidade:
- século V: a destruição de instalações existentes, a desertificação da Brie.
- Século XIII : Alix de Bretanha, esposa de Jean de Châtillon, conde de Blois, barão de La Queue en Brie, a cidade é cercada por muralhas.
- 9 de outubro de 1430 : a fortaleza foi invadida pelo inglês no âmbito do conde de Stafford
- 1511 : João II de Reilhac, senhor de La Queue-en-Brie e de Pontault. Separando as duas casas senhoriais, que vem para Tristan de Reilhac, irmão de João.
- 1563: A aldeia situada pelos protestantes e bandidos alemães, resistiu três dias, em seguinte, a invadiram e foi saqueada e queimada a aldeia.
- 1652: As tropas de Carlos IV de Lorena, Duque da Lorena, que assola a região. Em La Queue-en-Brie, há 64 mortes só este ano: cerca de 1/4 da população, incluindo o 21 de outubro com a morte de Paul Drouet, monsenhor dos Marmouzets.
- 1701 : Carreiras abertas nas Bordes.
- 13 de março até o 21 de junho de 1742: 12 mortes, incluindo o cirurgião e professor, e 5 nos Marmouzets.
- 8 de outubro 1758 : as letras patentes de Luís XV, acorda a família d'Ormesson, incluindo um marquesado de La Queue-en-Brie.
- 1775: A guerra de farinha provoca a prisão do padre.
- 11 de julho de 1866: A torre se colapsa.
- 1870 : La Queue-en-Brie é ocupada.
- 1919 : Encerramento da gendarmerie.
- 27 de agosto 1944 : Liberação de la Queue en Brie.

## História
Muito antes de não vir a Francilienne (estrada nacional 104) atravessar a estrada nacional 4 perto da cidade, La Queue-en-Brie tem sido sempre sobre o eixo de circulação e de história natural da região de Paris. Portanto, o território da aldeia foi ocupado e explorado quase continuamente desde o Paleolítico.
La Queue-en-Brie goza de um riquíssimo património arqueológico, que é de pedra esculpida por objetos pré-históricos encontrados em um cemitério ao pé da igreja medieval de Saint-Nicolas. O edifício, classificado como monumento histórico, que remonta ao Século XI-XII.
Tem sido objecto de múltiplos trabalhos ao longo dos séculos chegando ao fim com a última feira. A igreja é o coração da velha cidade em distintamente da Brie. Há também os restos de uma antiga torre medieval, agora que perderam o controle de fortificações então extintas. Victor Hugo foi fazer um Phoebus, o capitão da fortaleza de La Queue-en-Brie na Catedral de Notre-Dame de Paris. Um pouco mais longe podemos admirar a Pinhal de Notre-Dame e o Castelo dos Marmousets.
A aldeia foi equipada de uma torre fortificada poderosa (conhecida como Torre de menagem), cercada por altos muros, atravessada por três portas, uma das quais foi reforçada por um Château-Gaillard. A torre mede cerca de trinta e três metros de altura. Ela figurou proeminentemente no sistema de defesa que protege a capital, Paris. Durante a Guerra dos Cem Anos, os ingleses, liderados pelo Duque de Stafford, capturaram-na em 9 de outubro de 1430, após um cerco amargo de um mês. Os ingleses e começaram a desmantelar as fortificações, após massacrar muitos dos defensores. A torre e os restos passaram a completar a sua defesa durante vários séculos, desde que a cidade tinha ainda enfrentar outras batalhas durante as guerras da religião e da fronda. Em seu livro "Notre-Dame-de-Paris", Victor Hugo envia o corpo do capitão Phoebus em La Queue-en-Brie para se recuperar de suas lesões. No entanto, de fato a guarnição era comandada por um oficial comandante caudacien colocado diretamente sob as ordens do rei.
Depois o século XVIII, a condição da torre deteriora-se, e ela serve como uma carreira para a construção e pavimentação das estradas. Ela cai ruidosamente em 11 de julho de 1866. O que restou foi a base, a uma altura de cinco a seis metros.
A floresta teria sido o ponto de partida do nascimento da antiga paróquia caudacienne. Uma ribeira, o rio Morbras, promoveu a penetração do sítio pelos colonos, provavelmente dos monges que cultivavam as parcelas longas e estreitas, daí o nome da cidade. Aos poucos, são desenvolvidas clareiras, onde se instalaram famílias de agricultores e um lugar de oração (capela, ermida, maisoncelle).
Além disso, a floresta provinha mais recursos de todos os tipos :
- comida : caça, pesca (em lagoas e poças d'água), coleta (frutas, mel, cogumelos ,...), animais (porcos pastando)
- suprimentos : madeira para construção, aquecimento, ferramentas, paliçadas ...
- abrigos de excluídos de todos os tipos : servos em fuga, os criminosos fugiram, os eremitas, os leprosos, ...

Desde a Idade Média, era chamado o Pinhal de Notre-Dame, porque uma grande parte pertencia à Notre-Dame-de-Paris.
A floresta, que se estende por mais de dois mil hectares, é hoje gerida pelo Serviço nacional de florestas. A parte arborizada de La Queue-en-Brie (cerca de metade da sua área) é chamada o bosque dos Marmousets.
La Queue-en-Brie também é conhecida por algumas figuras históricas. Estas incluem o marechal Mortier, herói das campanhas de Napoleão, e que foi prefeito da vila de 1822 até 1830, antes de se tornar embaixador e chefe de governo em 1834. Houve também Henry Rouart, pintor impressionista e prefeito de 1891 até 1912.

## Administração
Lista dos perfeitos successivos :
- 2001-atualmente : Jean-Jacques Darves (PCF)
- 1995-2001 : Jacques Aubry (UDF)
- 1983-1995 : Roger Fontanille (RPR)
- 1977-1983 : Claude Roméo (PCF)
- 1965-1977 : Roger Fontanille (UNR)
- 1959-1965 : Raymond Martin
- 1947-1959 : Jacques Morel d'Arleux
- 1945-1947 : Edmond Forestier
- 1944-1945 : Jacques Morel d'Arleux
- 1936-1944 : Jean Lafenêtre
- 1934-1936 : Auguste Forestier
- 1931-1934 : Jean Chrétien
- 1925-1931 : Remy Carre
- 1922-1925 : Lucien Morel d'Arleux
- 1919-1922 : Jules Pasquier
- 1917-1919 : François Hudier
- 1914-1917 : François Maximilien Boulinier
- 1912-1914 : Anaïs Schmitt
- 1891-1912 : Henri Rouart
- 1884-1991 : Antoine Pasquier
- 1878-1884 : Jules Pasquier
- 1871-1878 : Jules Neffier
- 1871 : Joseph Hugueville
- 1865-1870 : Alphonse Burette
- 1850-1865 : Jean Alexis Anselme
- 1848-1850 : Felix-Josué Descemery
- 1830-1848 : Michel Chartrier
- 1812-1822 : Armand de Maistre
- 1808-1812 : Henry Dorisy
- 1804-1808 : Michel François Pillon
- 1800-1804 : Étienne Baudrier
- 1796-1800 : Jacques Troisvallet
- 1793-1796 : Pierre-Thomas Desvignes
- 1791-1792 : Jean-Baptsite Grangeon
- 1791 : Nicolas Larbalestrier

### Geminação
La Queue-en-Brie é geminada com Pataias.

## Demografia
| 1793 | 1800 | 1806 | 1821 | 1831 | 1836 | 1841 | 1846 | 1851 |
| ---- | ---- | ---- | ---- | ---- | ---- | ---- | ---- | ---- |
| 459  | 428  | 431  | 515  | 497  | 467  | 474  | 462  | 512  |

| 1856 | 1861 | 1866 | 1872 | 1876 | 1881 | 1886 | 1891 | 1896 |
| ---- | ---- | ---- | ---- | ---- | ---- | ---- | ---- | ---- |
| 450  | 580  | 600  | 559  | 629  | 712  | 723  | 701  | 707  |

| 1901 | 1906 | 1911 | 1921 | 1926 | 1931 | 1936 | 1946 | 1954 |
| ---- | ---- | ---- | ---- | ---- | ---- | ---- | ---- | ---- |
| 519  | 502  | 554  | 393  | 524  | 562  | 481  | 430  | 771  |

| 1962 | 1968  | 1975  | 1982  | 1990  | 1999   | 2006   | 2009   | - |
| --- | ----- | ----- | ----- | ----- | ------ | ------ | ------ | - |
| 996 | 3 009 | 7 140 | 9 722 | 9 897 | 10 852 | 11 388 | 11 504 | - |
| Para os censos de 1962 a 2006 a população legal corresponde à popolução sem duplicidades, segundo define o INSEE. |       |       |       |       |        |        |        |   |

## Cultura e Patrimônio
- Pinhal de Notre-Dame

### Personalidades ligada à cidade
- Catherine Fleury-Vachon
- Philippe Rombi